# Vaixella

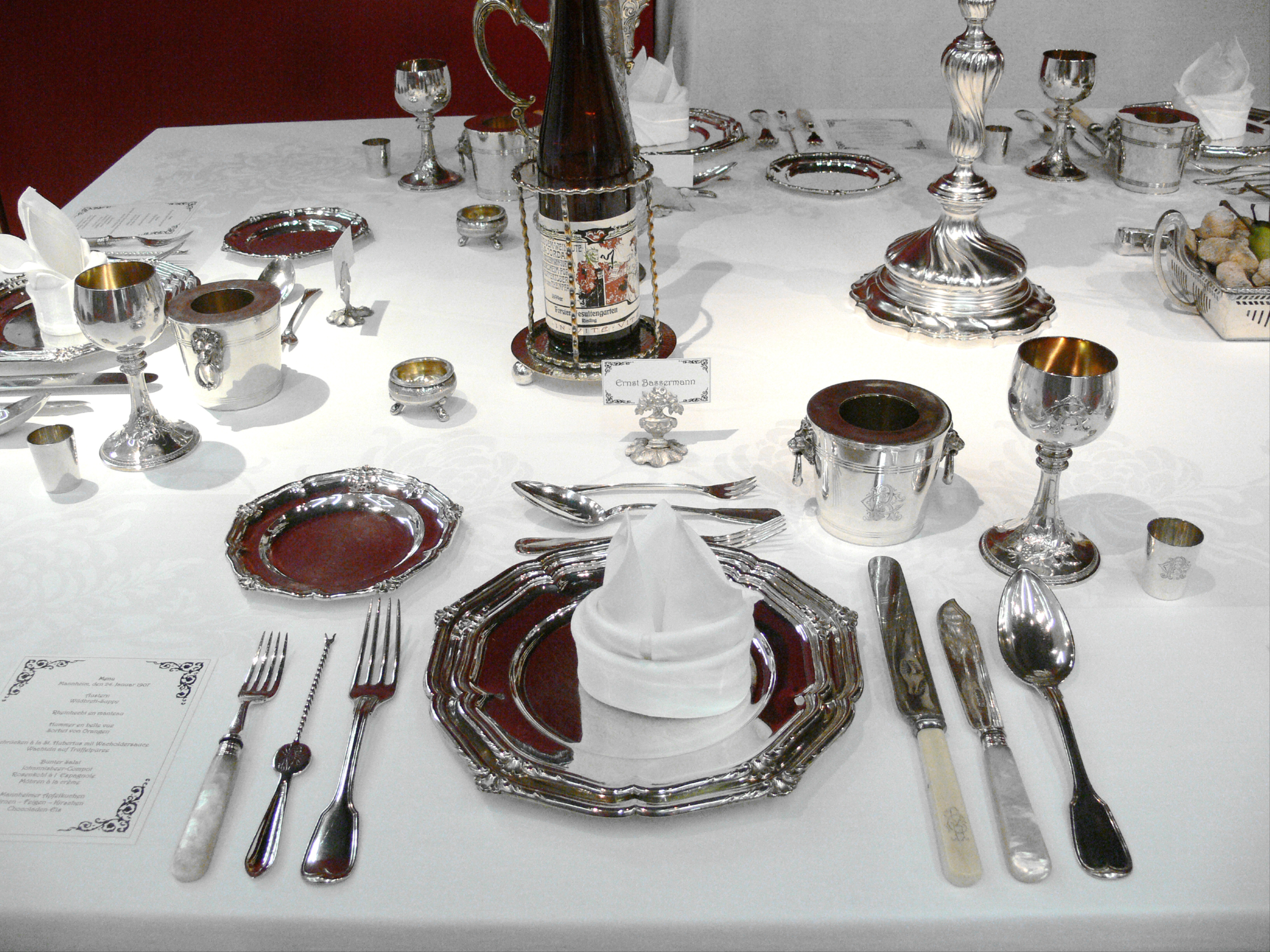
Vaixella.

Vaixella (del llatí vascella, pl. Neutre de Vascellum, "gotet") és el conjunt d'estris que s'utilitzen per al servei de la taula, és a dir, traslladar, servir i permetre ingerir el menjar.

## Components
Components de la vaixella són els plats, els gots i les fonts, realitzats habitualment en materials ceràmics com pisa o porcellana, també en vidre i, més rarament, en metall, plàstic o fusta. De vegades també els coberts, realitzats gairebé sempre en metall, són considerats part de la vaixella, però en realitat pertanyen a la coberteria.

### Plats
La vaixella conté en el seu format més simple els següents plats :
- Plats fondos - ideals per servir líquids (brous, sopes) o aliments fluids (potatges, ciurons cuinats)
- Plats plans - ideals per servir plats més lleugers i poc carregats
- Plats de postres - ideals per servir porcions petites.

### Complements
Als anteriors s'hi afegeixen nombrosos elements complementaris segons la grandària de la vaixella:
- Tasses
  - Tasses de te
  - Tasses de cafè
  - Tasses de consomé.
- Recipients
  - Salseres
  - Soperes
  - Enciameres
- Altres plats
  - Plats per al pa
  - Platerets de tasses
  - Plats per a guarnicions.

## Història

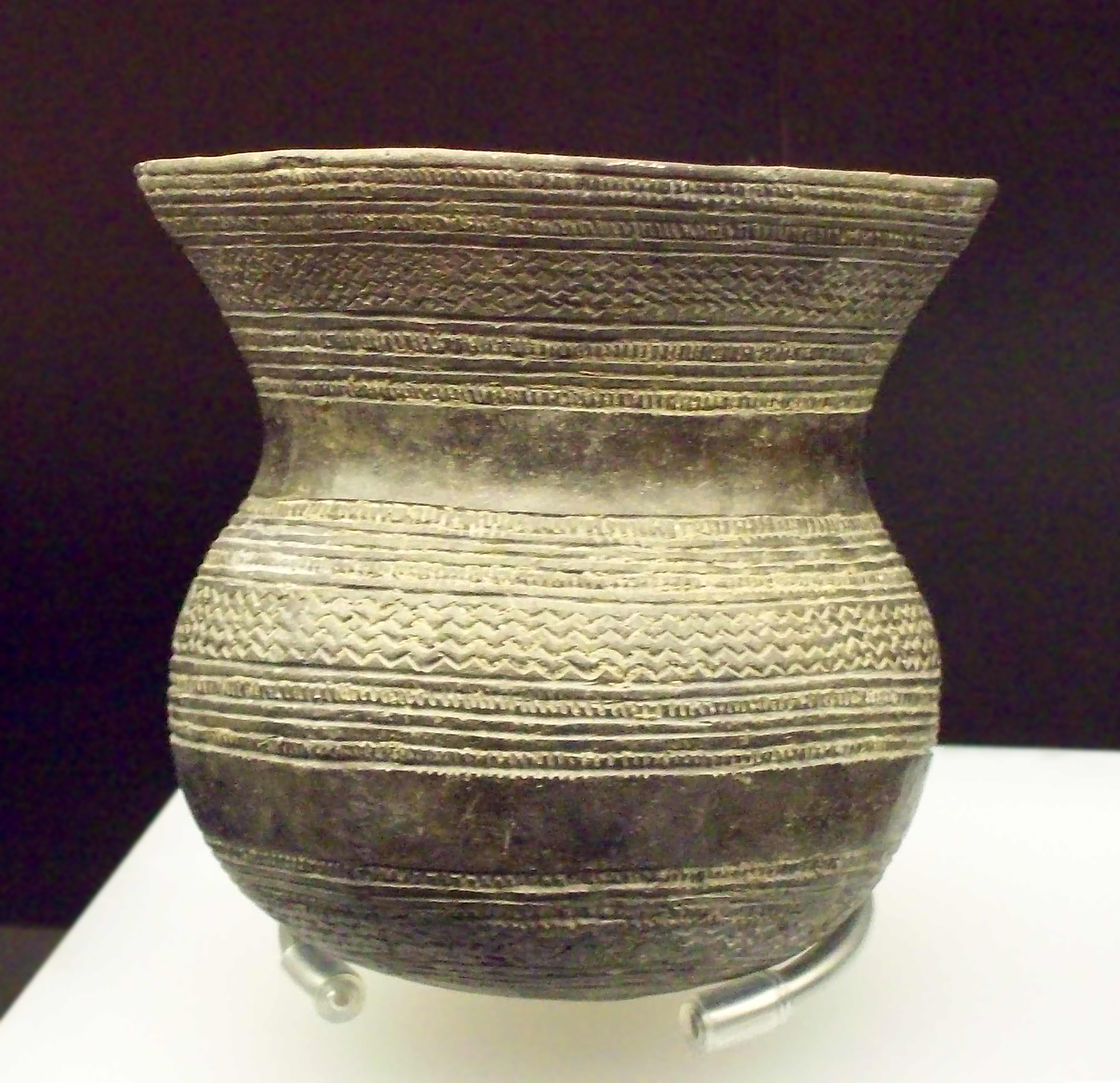
Vas campaniforme de Ciempozuelos.

La cultura del vas campaniforme va ser una civilització prehistòrica de principis de l'Edat de l'or datada entre el 2200 aC. i el 1900 aC. que va desenvolupar uns atuells o vasos de ceràmica amb forma acampanada i profusament decorada que s'ha trobat, generalment en contextos funeraris, en una gran part d'Europa, ja que es va estendre per Gran Bretanya, Irlanda, Països Baixos, centre d'Europa i de l'oest del mar Mediterrani. La unificació de la cultura d'Europa es va donar en el trànsit del tercer al segon mil·lenni i, s'explica en el si del clima d'interacció comercial creat per unes elits àvides de béns de prestigi, entre els quals es trobava el vas campaniforme. S'interpretaria com representatiu d'una moda, una vaixella de luxe usada per les elits europees en cerimònies socials en les quals s'associa a la beguda, emprada també en pactes polítics, transmissió de coneixements o enllaços matrimonials. El recipient se sap que va servir per beure cervesa o hidromel, segons l'anàlisi dels pòsits de la peça escocesa d'Ashgrove. És possible que a través de les reunions socials s'estengués cap a l'Europa occidental.

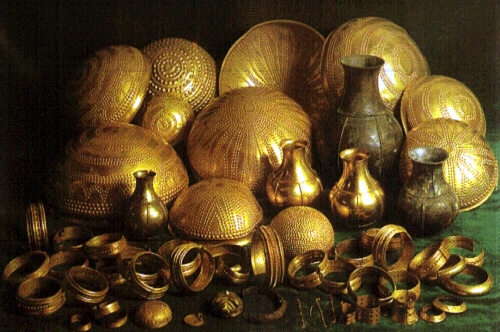
Tresor de Villena.

A l'Edat del Bronze europea ja existien riques vaixelles metàl·liques, com la inclosa en el tresor de Villena, o el de les Tombes Reials de Micenes a Grècia, on destaquen les troballes arqueològiques de vaixella ceràmica micènica, gerres, càntirs, craters, gerros (anomenats de «copa de cava» per la seva forma), i de metall (principalment de bronze), com trípodes, gibrells, llums.
A Assíria i Pèrsia, també es documenten troballes de vaixelles d'or i plata, o els gots o plats assiris de bronze de Numrudi (amb relleus de figures disposades en zones concèntriques) i les tasses, copes i adorns del mateix metall del palau de Senaquerib (a Koyundjik), guardats en el Museu Britànic.

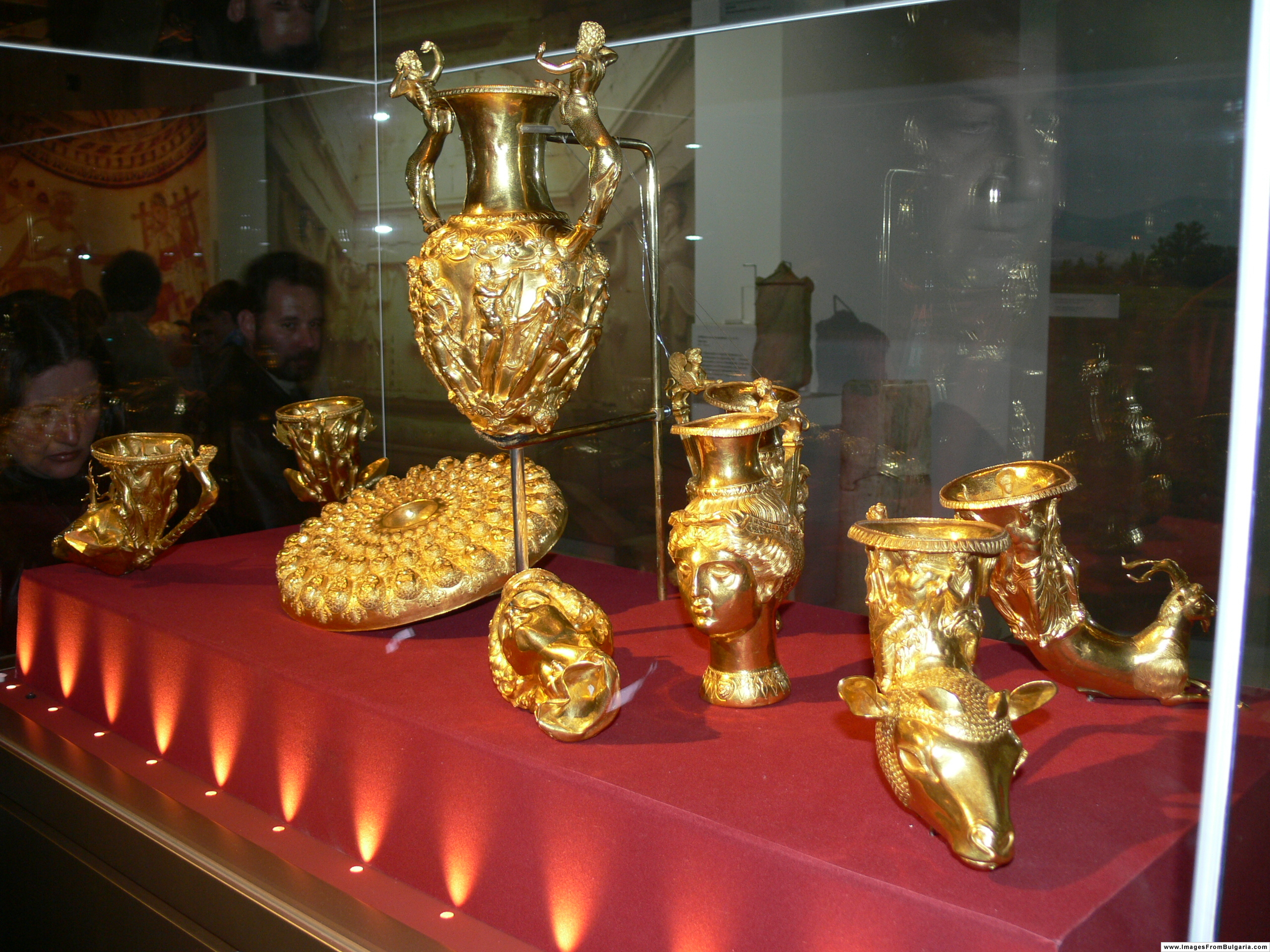
Tresor de Panagiurišet.

S'ha datat el tresor trobat a Panagiurišet, entre el 300 i 280 aC. A la necròpolis del districte búlgar de Plovdiv, es va descobrir el 1949 un dels més cèlebres serveis de taula de l'antiguitat, enterament format per una vaixella d'or. Entre els objectes trobats figuren tres gerres de Ríton en forma de cap femení i un gran plat amb caps repetides en fileres concèntriques, al voltant d'un cercle de glans, de les que surten motius vegetals que cobreixen tot el fons. El plat ha d'haver estat realitzat a Làmpsac, colònia focense dels Dardanels, perquè hi figura la indicació del pes i és com el d'aquesta ciutat.
En l'art ibèric, el terme ceràmica ibèrica sol referir-se en primera instància a la ceràmica ibèrica pintada, que és una vaixella fina decorada amb motius geomètrics, florals o humans de color vermell vinós. Els territoris de l'actual província d'Albacete són especialment pròdigs pel que fa a troballes de mostres diverses d'art. En orfebreria, destaca l'anomenat Tresor d'Abengibre, que conté un conjunt de vaixella de plata amb inscripcions iberes.
En el món romà, entre les millors i més celebrades peces d'orfebreria clàssica (encara que ja d'origen romà), hi ha les del tresor de Hildesheim, que per reflectir moltes d'elles el més refinat art grec, en part se les qualifica també com gregues. Es consideren com a pertanyents al botí de guerra obtingut pels germànics en destrossar les legions de Publi Quintili Var (any 9 dC.) i entre les seues belles vaixelles i diferents estris de plata (passen de setanta les peces del tresor) hi ha la cèlebre Pàtera de Minerva amb la figura d'aquesta deessa asseguda i el gran crater campaniforme de 30 lliures romanes de pes, ambdues amb figures repujades i finament cisellades.

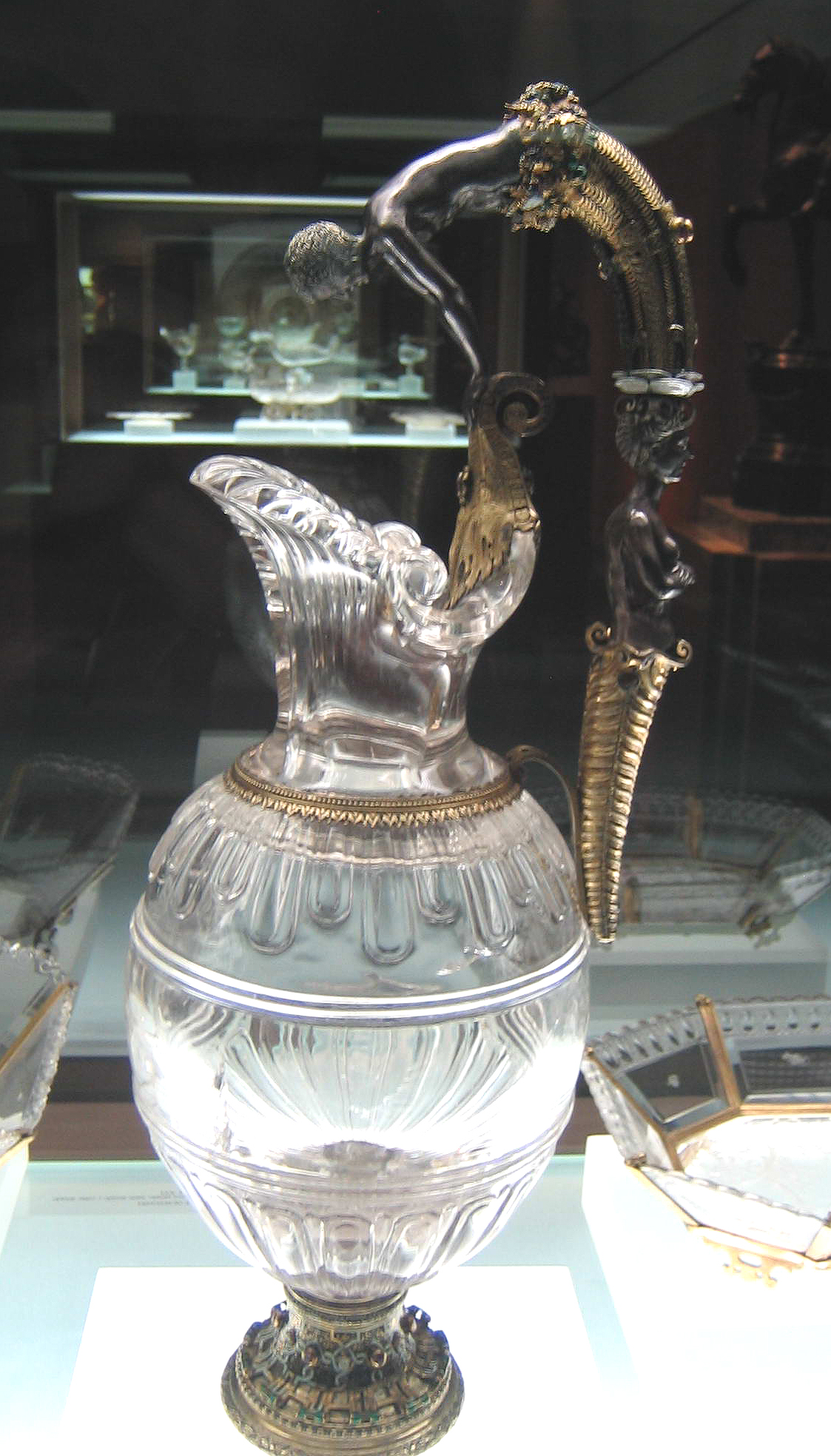
Gerro del s. XVI del Tresor del Delfí (Museu del Prado).

De l'època cristiana primitiva queden els gots de vidre daurat que van haver de servir per a l'altar i per a la celebració dels àpats. Aquests gots i altres vidres semblants en forma de disc es componen de dues làmines entre les quals s'estén una altra primíssima làmina d'or que porta pintades o gravades figures cristianes i inscripcions i d'aquí els ve el nom de aureográfiques.
Formant part de l'artesania espanyola del vidre, es coneixen diverses copes i gerretes esmaltades i daurades que imiten les de Venècia dels segles xvi i xvii. Apart, a les col·leccions dels museus, hi ha algunes ampolletes o gerretes de vidre verd que porten una multitud de nanses al voltant del coll i estan adornades amb arrissats i altres apèndixs de la mateixa pasta o de diferent color a la veneciana i altres vasos o vaixelles de taula amb menys adorns. Del segle xviii daten alguns plats amb una espècie de malla formada per filets o cordonets blancs (els lacticinis) o rínxols blaus.

## Color
Les vaixelles es poden adquirir en diversos colors i formats si bé el blanc i beix es consideren sobris i elegants. D'altra banda, estan molt estesos els plats blancs amb sanefes decoratives exteriors.